# Villanova (Corsica)
Villanova (Corsicaans: Beddanova) is een gemeente in het Franse departement Corse-du-Sud (regio Corsica) en telt 355 inwoners (2007). De plaats maakt deel uit van het arrondissement Ajaccio.

## Geografie
De oppervlakte van Villanova bedraagt 11,25 km², de bevolkingsdichtheid is 32 inwoners per km². De gemeente ligt aan zee, aan de Golfe de Lava, en grenst in het zuiden aan Ajaccio.
De onderstaande kaart toont de ligging van Villanova met de belangrijkste infrastructuur en aangrenzende gemeenten.

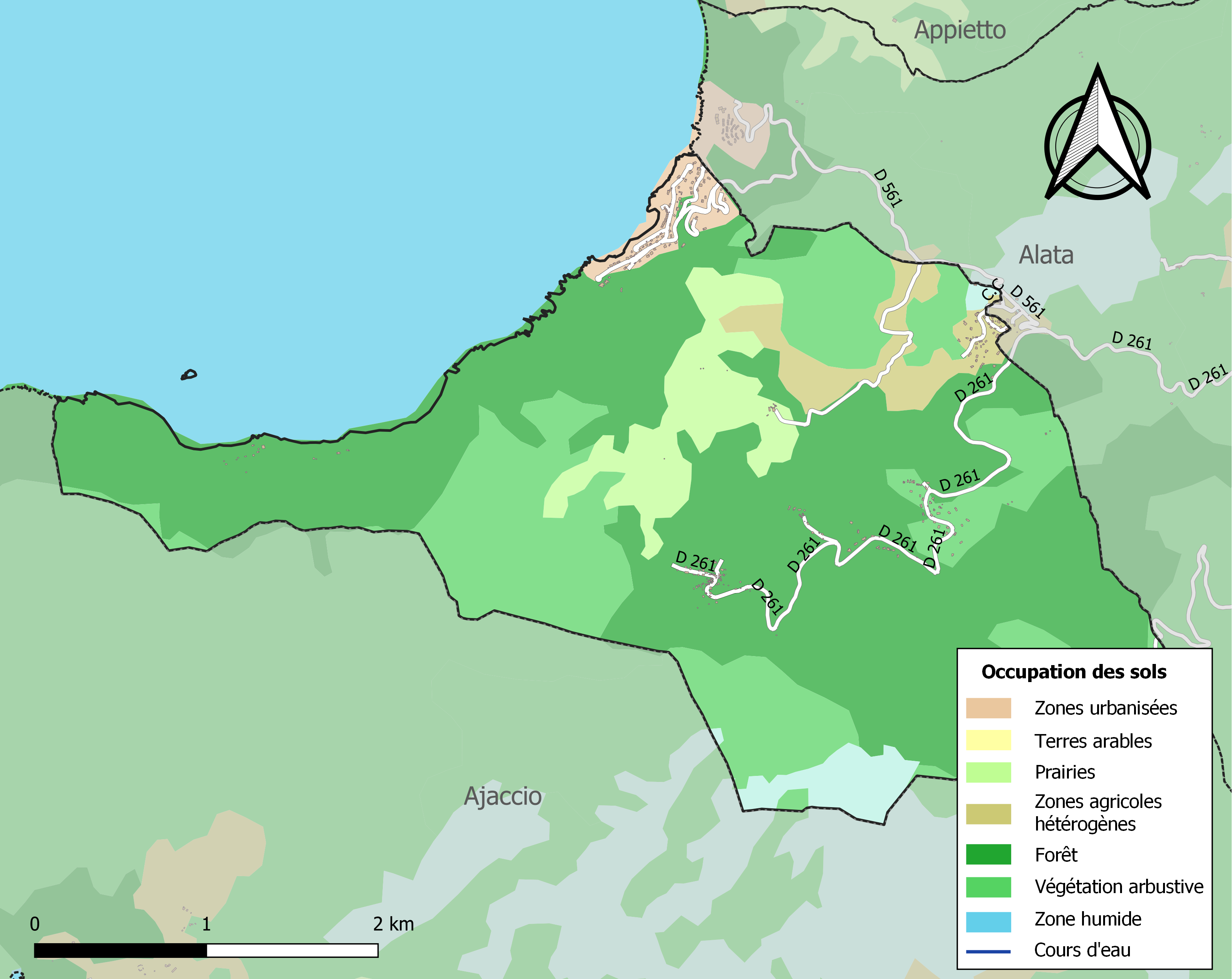

## Demografie
Onderstaande figuur toont het verloop van het inwonertal (bron: INSEE-tellingen).

Vanwege een beveiligingsprobleem met de MediaWiki Graph-software is het momenteel niet mogelijk deze grafiek weer te geven. Zodra de software is bijgewerkt zal de grafiek vanzelf weer zichtbaar worden.